# Аппер-Гранд-Лагун (Флорида)
Аппер-Гранд-Лагун (англ. Upper Grand Lagoon) — переписна місцевість (CDP) в США, в окрузі Бей штату Флорида. Населення — 15 778 осіб (2020).

## Географія
Аппер-Гранд-Лагун розташований за координатами 30°10′26″ пн. ш. 85°45′9″ зх. д. / 30.17389° пн. ш. 85.75250° зх. д. (30.173940, -85.752489).  За даними Бюро перепису населення США в 2010 році переписна місцевість мала площу 41,20 км², з яких 20,96 км² — суходіл та 20,24 км² — водойми.

## Демографія
Згідно з переписом 2010 року, у переписній місцевості мешкали 13 963 особи в 5986 домогосподарствах у складі 3741 родини. Густота населення становила 339 осіб/км².  Було 8259 помешкань (200/км²).
Расовий склад населення:
| - 91,2 % — білих - 2,3 % — чорних або афроамериканців - 1,6 % — азіатів - 0,5 % — корінних американців - 0,1 % — вихідців з тихоокеанських островів - 1,0 % — осіб інших рас |

До двох чи більше рас належало 3,4 %. Частка іспаномовних становила 4,6 % від усіх жителів.
За віковим діапазоном населення розподілялося таким чином: 19,8 % — особи молодші 18 років, 65,9 % — особи у віці 18—64 років, 14,3 % — особи у віці 65 років та старші. Медіана віку мешканця становила 41,1 року. На 100 осіб жіночої статі у переписній місцевості припадало 102,0 чоловіків;  на 100 жінок у віці від 18 років та старших — 101,3 чоловіків також старших 18 років.
Середній дохід на одне домашнє господарство  становив 75 247 доларів США (медіана — 53 391), а середній дохід на одну сім'ю — 86 883 долари (медіана — 62 666). Медіана доходів становила 45 351 долар для чоловіків та 33 793 долари для жінок. За межею бідності перебувало 10,2 % осіб, у тому числі 13,9 % дітей у віці до 18 років та 3,1 % осіб у віці 65 років та старших.
Цивільне працевлаштоване населення становило 7414 осіб. Основні галузі зайнятості: освіта, охорона здоров'я та соціальна допомога — 19,4 %, мистецтво, розваги та відпочинок — 18,6 %, роздрібна торгівля — 13,9 %, науковці, спеціалісти, менеджери — 11,0 %.